# Франгенско плато
Франгенското плато е плато в Североизточна България, Източната Дунавска равнина, области Добрич (най-северната и североизточната му част) и Варна (останалата част).
Франгенското плато се издига в източната част на Източната Дунавска равнина, като на юг и изток се спуска стръмно към Черно море и Варненската низина. На североизток и север склоновете му се спускат плавно към долината на Батова река, която го отделя от Добруджанското плато. Тези склонове са прорязани от дълбоките долини на десните притоци на Батова река, която извира от най-западната част на платото. Южните и особено източните му стръмни склонове са терасирани от активни свлачища.
Платото е с размери около 10-12 км (север-юг) на около 30 км (запад-изток), площ около 370 km/-2 . Максималната му височина според векторна топографска карта на България е кота Трънето - 377.8 м, която се намира в западната му част, между селата Баново и Просечен, където надморската височина надминава 370 м.
Платото е изградено от сарматски черупчести варовици и пясъчници. По склоновете му има множество карстови извори.
Климатът е умерено-континентален, с влияние на Черно море, със сравнително мека зима и горещо лято. Покрито е редки храстови гори от дъб и габър, съпроводени с пасища, а по билните му заравнености и от обработваеми земи. По южните и източните му склонове, където са разположени вилни и курортни зони се отглеждат лозови насаждения.
На платото и по неговите склонове са разположени тринадесет населени места – единадесет в Област Варна (в т.ч. три града) и два в Област Добрич:
- Област Варна – Аксаково, Варна, Въглен, Генерал Кантарджиево, Каменар, Кичево, Климентово, Куманово, Орешак, Осеново, Яребична;
- Област Добрич – Кранево, Рогачево.[1]

По източния склон на платото, от север на юг, от село Кранево до Варна, на протежение от 18,6 км преминава участък от Републикански път I-9 от Държавната пътна мрежа ГКПП „Дуранкулак“ – Варна – Бургас – ГКПП „Малко Търново“.
През източната му част, от север на юг, от село Оброчище до Варна, на протежение от 25,6 км преминава участък от Републикански път III-902 от Държавната пътна мрежа.
По източния склон на платото, на стръмния бряг обърнат към Черно море са разположени едни от най-красивите български черноморски курорти – „Златни пясъци“, „Чайка“, „Св. св. Константин и Елена“, „Евксиноград“ и др. В тази част на платото се намира и уникалният скален манастир „Аладжа манастир“.

## Топографска карта
- Лист от карта K-35-20. Мащаб: 1 : 100 000.
- Лист от карта K-35-21. Мащаб: 1 : 100 000.
- Лист от карта K-35-32. Мащаб: 1 : 100 000.
- Лист от карта K-35-33. Мащаб: 1 : 100 000.